# Valsolda
Valsolda (Valsòlda in dialetto comasco, AFI: /valˈsɔlda/) è un comune italiano sparso di 1 426 abitanti della provincia di Como in Lombardia.

## Geografia fisica
Il comune si affaccia sul ramo settentrionale del Lago Ceresio, al confine con la Svizzera fra Lugano e Porlezza, e sorge in due valloni convergenti nel torrente Soldo.
I due valloni sono dominati da una cinta montuosa disposta a semicerchio. Partendo da ovest, verso Lugano, si trovano il Monte Boglia o Colmaregia (1516 m s.l.m), dal quale e dall'Alpe di Castello (125 m s.l.m) proviene il vallone occidentale, e le Cime di Noresso (1721 m s.l.m) e di Fiorina (1809 m s.l.m). A est si trovano l'Arabione o Torrione (1805 m s.l.m) - dal quale e dal passo Stretto (1101 m s.l.m) deriva il vallone orientale - il Bronzone (1434 m s.l.m), la Forcola (1195 m s.l.m) e, verso Porlezza, i Monti Pizzoni (1303 m s.l.m).
Da segnalare sono inoltre le cime Oress e Cavrighé, oltre alle torri dolomitiche dei Denti della Vecchia, non visibili dalle varie frazioni ma solo salendo in quota.

## Origini del nome
Il toponimo deriva dalla presenza del torrente Soldo.

## Storia
Le più antiche menzioni della Valsolda risalgono in alcuni documenti dell'inizio del XII secolo.
Feudo dell'arcivescovo di Milano da tempo immemorabile (lo era già nell'Alto medioevo, periodo in cui il territorio valsoldese costituì un territorio strategico dapprima nelle lotte tra Bizantini e Longobardi e, successivamente, tra questi ultimi e i Franchi) la Valsolda appartenne per lungo tempo agli abati del monastero di Sant'Ambrogio di Milano.
Nel XIII secolo la storia delle terre valsoldesi s'intrecciò alle vicende della famiglia imperiale degli Hohenstaufen, con Federico II di Svevia che nel 1240 donò la pieve di Porlezza e la Valsolda alla città di Como. La competenza amministrativa dei comaschi sul territorio valsoldese durò tuttavia solo una manciata di anni: già nel 1246 la Valsolda risultò essersi dotata di statuti propri, riformati nel 1388 da Gian Galeazzo Visconti nella chiesa di San Mamette.
La concessione del feudo valsoldese alla mensa arcivescovile di Milano da parte degli Hohenstaufen permise di fatto una vera potestà temporale alla chiesa milanese, con le periodiche investiture imperiali susseguitesi nei secoli (1311, 1531). Dopo un breve periodo in cui, tra il 1525 e il 1531 il condottiero Medeghino e il cavaliere Giambattista Pusterla vennero investiti del feudo della valle, la Arcidiocesi di Milano rafforzò il controllo sulla Valsolda pretendendone una sovranità non solo da un punto di vista religioso ma anche politico. A Gian Giacomo Medici si deve, nel 1528, la distruzione del castello valsoldese, detto di San Martino, situato nell'odierna frazione di Castello. 

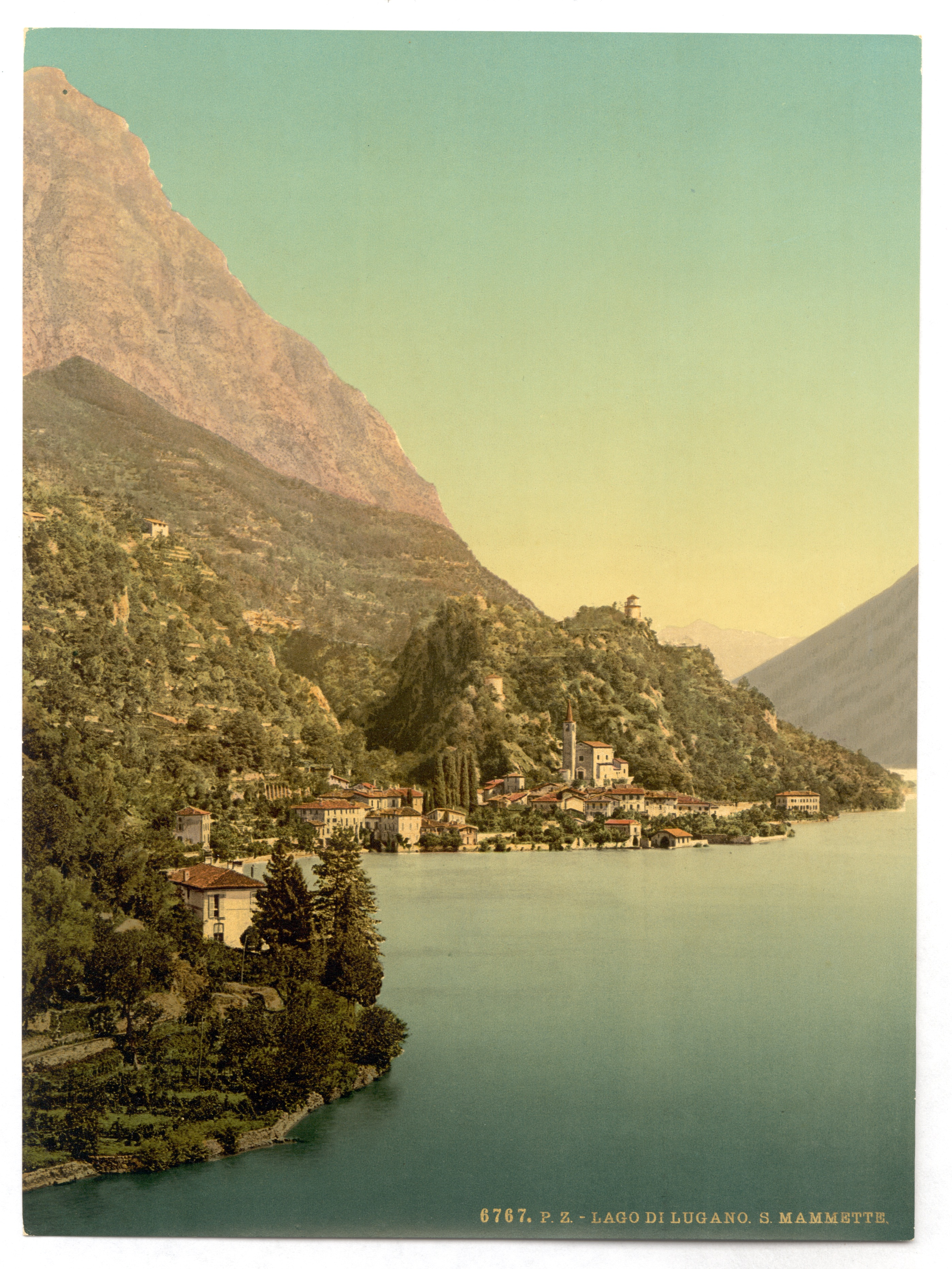
San Mamete in una cartolina del 1905

Il territorio era composto dalle XII Terre di Albogasio, Casarico, Castello, Cima, Cressogno, Dasio, Drano, Loggio, Oria, Puria, San Mamete e Bisnago, con quest'ultima detta anche Roncaglia e situata sulla sponda opposta del lago rispetto alle altre. Il capoluogo amministrativo fu posto a San Mamete ove risiedeva periodicamente un delegato dell'arcivescovo che vi esercitava anche funzioni di giudice straordinario, affiancandosi al potere amministrativo del podestà elettivo della valle. Le XII terre erano originariamente divise in sei comuni (Albogasio con Oria, Cressogno, Dasio,, Drano con Loggio, Puria e Castello), il numero dei quali variò più volte nel corso del tempo: sceso a cinque nel corso del Cinquecento, si ridusse a uno nel 1751 (il comune di San Mamete), per poi diventare due nel 1753 e ritornare ai sei originari nel 1757.
Il governo austriaco, con un dispaccio imperiale di Giuseppe II del 1784, disconobbe la sovranità degli arcivescovi sulla valle pur confermando la concessione del feudo. Con quest'atto, l'imperatore integrò di fatto e di diritto la "valle del Soldo" nello Stato di Milano, decretando la fine di quel regime particolare di cui il territorio godeva fin dalle origini.
Due anni più tardi, l'editto di attivazione delle province della Lombardia austriaca previde l'inserimento della Valsolda all'interno della provincia di Como. La decisione fu tuttavia ribaltata dalla compartimentazione del 1791, anno in cui la valle andò a formare, assieme alla pieve di Porlezza, uno dei distretti della provincia di Milano.
Il "Comune della Valsolda" venne creato nel 1927 dalla fusione dei comuni di Albogasio, Castello, Cressogno, Dasio, Drano con Loggio e Puria. Dall'anno successivo, il comune assunse l'attuale denominazione di "Valsolda".
Nel 1936 una parte del territorio comunale di Valsolda fu annessa al comune di Lanzo d’Intelvi.

### Simboli

Stemma fino al 2020

Lo stemma, il gonfalone e la bandiera del comune di Valsolda sono stati concessi con decreto del presidente della Repubblica del 1º ottobre 2020.
Tale arma ha sostituito quella precedente, non sancita da decreti, che aveva alcune differenze nella blasonatura:
Il gonfalone attuale è un drappo di bianco, bordato d'azzurro. Prima del 2020 era un drappo partito di azzurro e di bianco. La bandiera è un drappo di bianco, caricato dello stemma comunale.

## Monumenti e luoghi d'interesse
Le numerose chiese, presenti nelle frazioni di Valsolda e quelle sparse nel suo territorio testimoniano le qualità artistiche degli architetti, scultori e pittori originari di Valsolda. Ad esse si aggiungono alcune ville e palazzi.

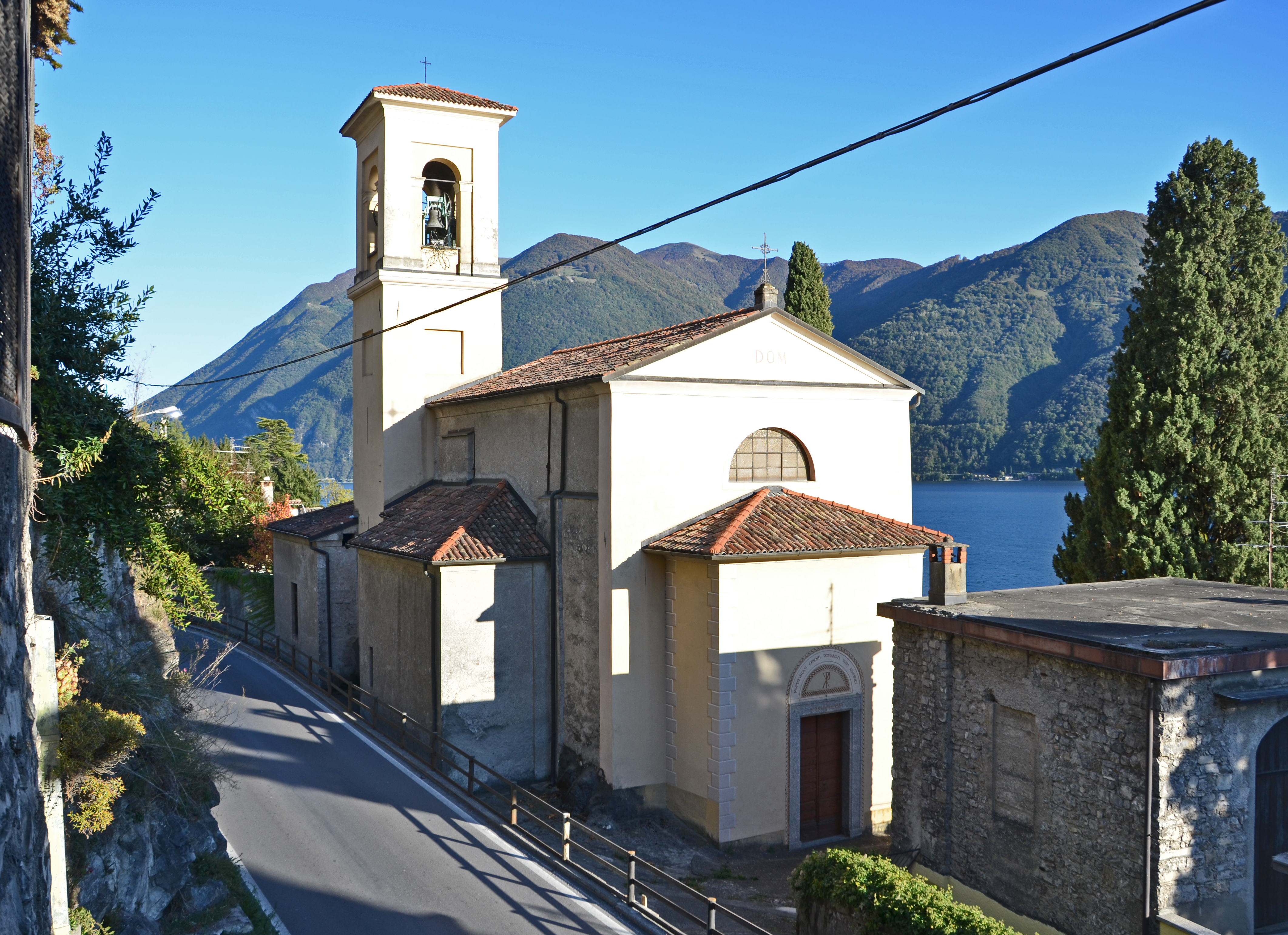
Chiesa di San Nicolao a Cressogno

### Architetture a Cressogno

#### Architetture religiose
- Chiesa di San Nicolao, già attestata al 1677[20] e riedificata come chiesa parrocchiale nel 1683.[21]
- Santuario di Nostra Signora della Caravina[22], eretto in seguito a presunti miracoli nel Cinquecento[23]. All'interno ospita dipinti di Isidoro Bianchi da Campione[6], Salvatore Pozzi, e Giovan Battista Pozzo Junior.
- Chiesetta di San Carlo (XVII secolo),[24] eretta in onore della canonizzazione di Carlo Borromeo.[6]

#### Architetture civili

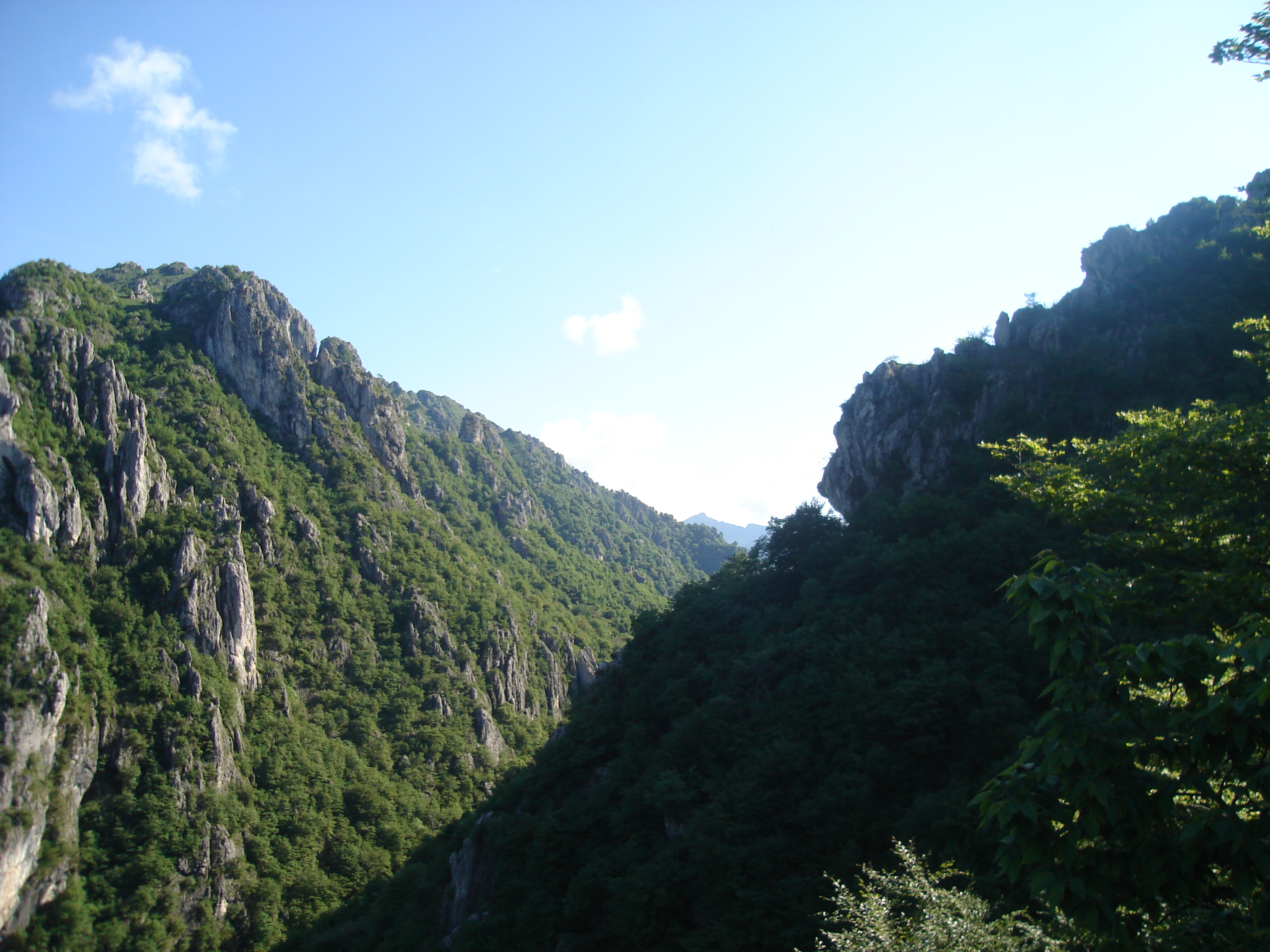
Riserva naturale della Valsolda

- Villa Prina[25] citata da Antonio Fogazzaro in Piccolo Mondo Antico.[26]
- L'ex-casa parrocchiale[27].

### Architetture a Loggio e Drano

#### Architetture religiose
Chiesa di San Bartolomeo
A metà strada tra Loggio e Drano si trova la parrocchiale di Loggio, dedicata a san Bartolomeo, esempio di arte barocca con stucchi ed affreschi.
Elevata a sede di una parrocchia nel 1647, la chiesa fu edificata nel 1362 in posizione dominante sulla valle del Soldo. La chiesa fu in seguito oggetto di numerose ristrutturazioni, terminate nel 1736 con la costruzione della sacrestia nuova e la modifica del campanile, aumentato in altezza e dotato di una cuspide sormontata da una sfera rivestita di oro zecchino proveniente da Torino.
Internamente, la controfacciata ospita un affresco de Il trionfo del Santissimo Sacramento (1690), eseguito da Giovan Battista Pozzi prendendo a modello un arazzo che Peter Paul Rubens aveva realizzato sullo stesso tema a Torino presso la corte dei Savoia.
Sulla sinistra, il primo altare ospita una Sindone localmente soprannominata il "Santo Sudario". La seconda cappella destra, a tema funebre, è decorata da 12 teli neri rettangolari dipinti in argento e altri colori, su cui sono rappresentati altrettanti scheletri in abiti mondani. Tale cappella rimanda all'ossario all'ingresso del sagrato, un tempo dotato di ricchi affreschi ma oggi in pessime condizioni.
A Rinaldo Visetti si devono le decorazioni a stucco che, dal Seicento, ornano l'interno della chiesa.
Oratorio dei Santi Innocenti
A Drano è situato l'oratorio attualmente dedicato ai Santi Innocenti ma che un tempo era intitolato a san Simonino, ritratto in gloria in una pala dell'altare maggiore. L'edificio, costruito nel XVIII secolo da un facoltoso imprenditore edile in attività a Torino, conserva inoltre dipinti settecenteschi di un'Annunciazione, una Sacra Famiglia e una Madonna tra santi, oltre a un ritratto di san Carlo collocato al di sopra dell'entrata.
Chiesetta di San Carlo'
Accanto al cimitero di Loggio si trova la chiesetta di San Carlo, risalente al 1615 e costruita in seguito alla canonizzazione dell'arcivescovo Carlo Borromeo.

#### Architetture civili
- Casa Pezzi, dimora della famiglia di un emigrante che, nel XVIII secolo, trovò particolare fortuna come mercante a Venezia.[35]

### Architetture a Puria

#### Architetture religiose
- Chiesa parrocchiale di Santa Maria Assunta[36], con facciata e cupola attribuite a Pellegrino Tibaldi e, internamente, pala dell'altar maggiore e affreschi delle volte del presbiterio e del transetto destro dei fratelli Pozzi.[37]
- Chiesetta di San Pietro, risalente al 1840[38].

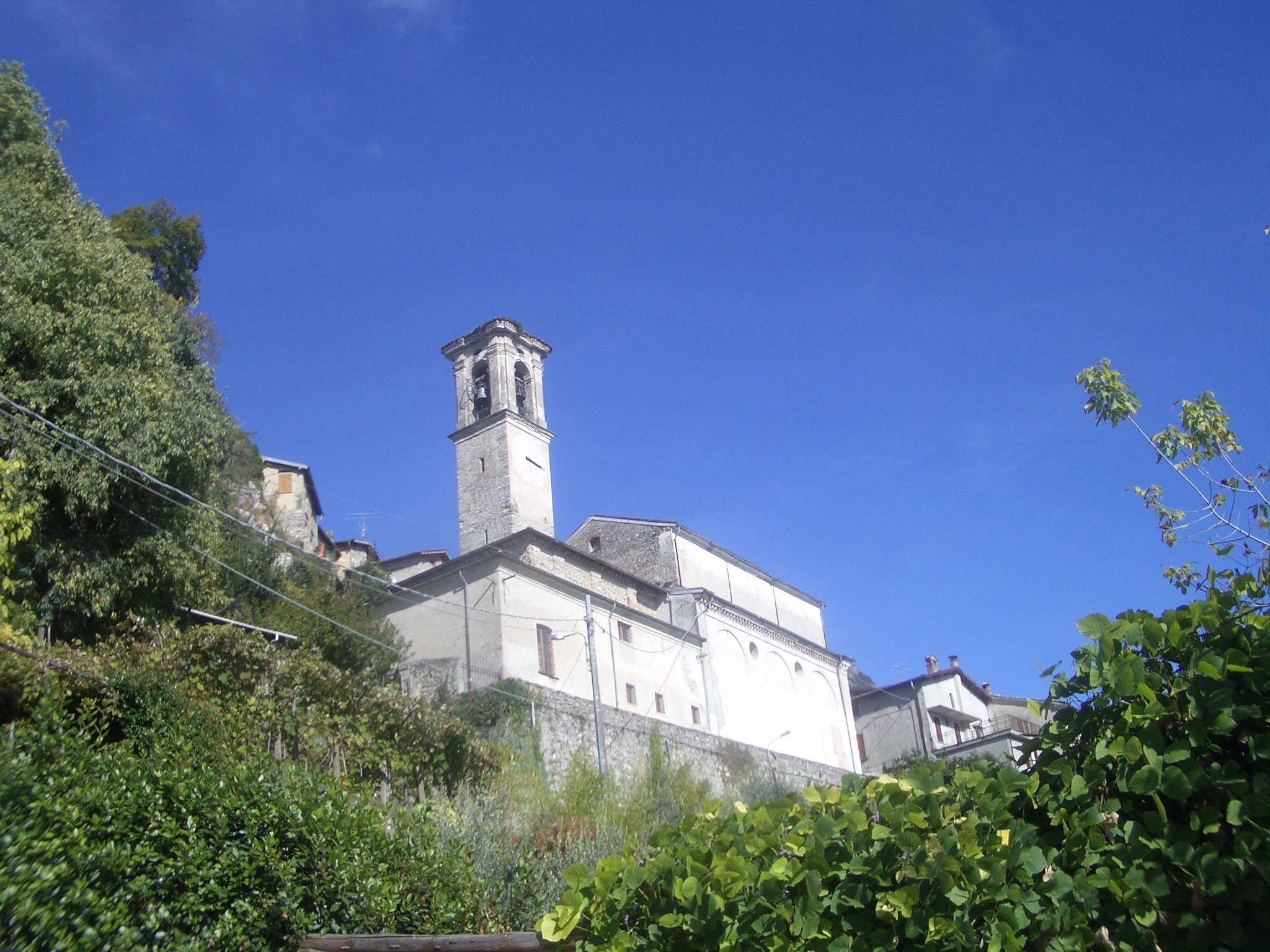
Chiesa di San Martino a Castello

#### Architetture civili
- Casa dei pellegrini[39]
- Casa al numero 8 di via dei Pagani[40].

### Architetture a Dasio

#### Architetture religiose
Chiesa di San Bernardino

Unica chiesa di Valsolda a tre navate, la chiesa deve il suo aspetto attuale ad importanti interventi architettonici avvenuti all'inizio dei secoli XVI e XVII sulla base di un precedente edificio religioso a navata singola (l'attuale sinistra), originariamente dedicato ai santi Stefano e Giovanni Battista — raffigurati in due statue Trecenteche della facciata — e in un secondo momento a san Bernardino da Siena, in seguito all'avvenuta canonizzazione del 1450. All'interno, la parete nord della navata sinistra ospita un ciclo di affreschi del 1516, raffiguranti una Madonna del latte con sant'Antonio Abate, una Madonna incoronata col Bambino tra i santi Caterina e Bernardino e un Cristo accolto dal Padre con Madonna col Bambino. Al di sopra degli affreschi, una grande lunetta ospita invece una raffigurazione della Assunta tra i santi Miro e Lucio. L'altare maggiore ospita, in un'ancona, la rappresentazione di tre mitre che simboleggiano la triplice rinuncia alla carica di vescovo da parte di san Bernardino.
Cappella di San Rocco

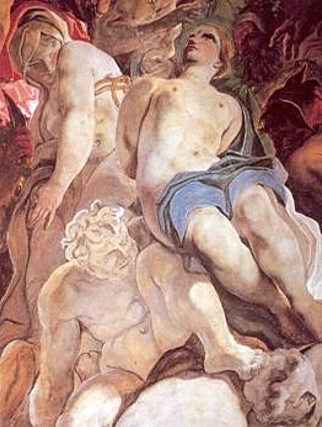
Paolo Pagani: Affresco dedicato alla funzione salvifica della Vergine nella chiesa di San Martino

Lungo il sentiero che porta verso gli alpeggi si trova la cappella di San Rocco.

#### Architetture civili
- Vecchia locanda in cui Fogazzaro scrisse il romanzo "Leila".[43]

### Architetture a Castello

#### Architetture religiose
- Chiesa di San Martino,[44] che conserva affreschi dei fratelli Pozzi e di Paolo Pagani.
- Oratorio dell'Addolorata, già cappella del castello di Valsolda.[45][46]

#### Architetture civili
- Ex-municipio della frazione di Castello, dal 2008 Museo di Casa Pagani, pinacoteca e centro di documentazione dedicato agli artisti valsoldesi. Troviamo qui esposti due importanti dipinti di Paolo Pagani.
- Abitazioni al numero 10 e al numero 16 di via Cesare Jamucci[47][48].

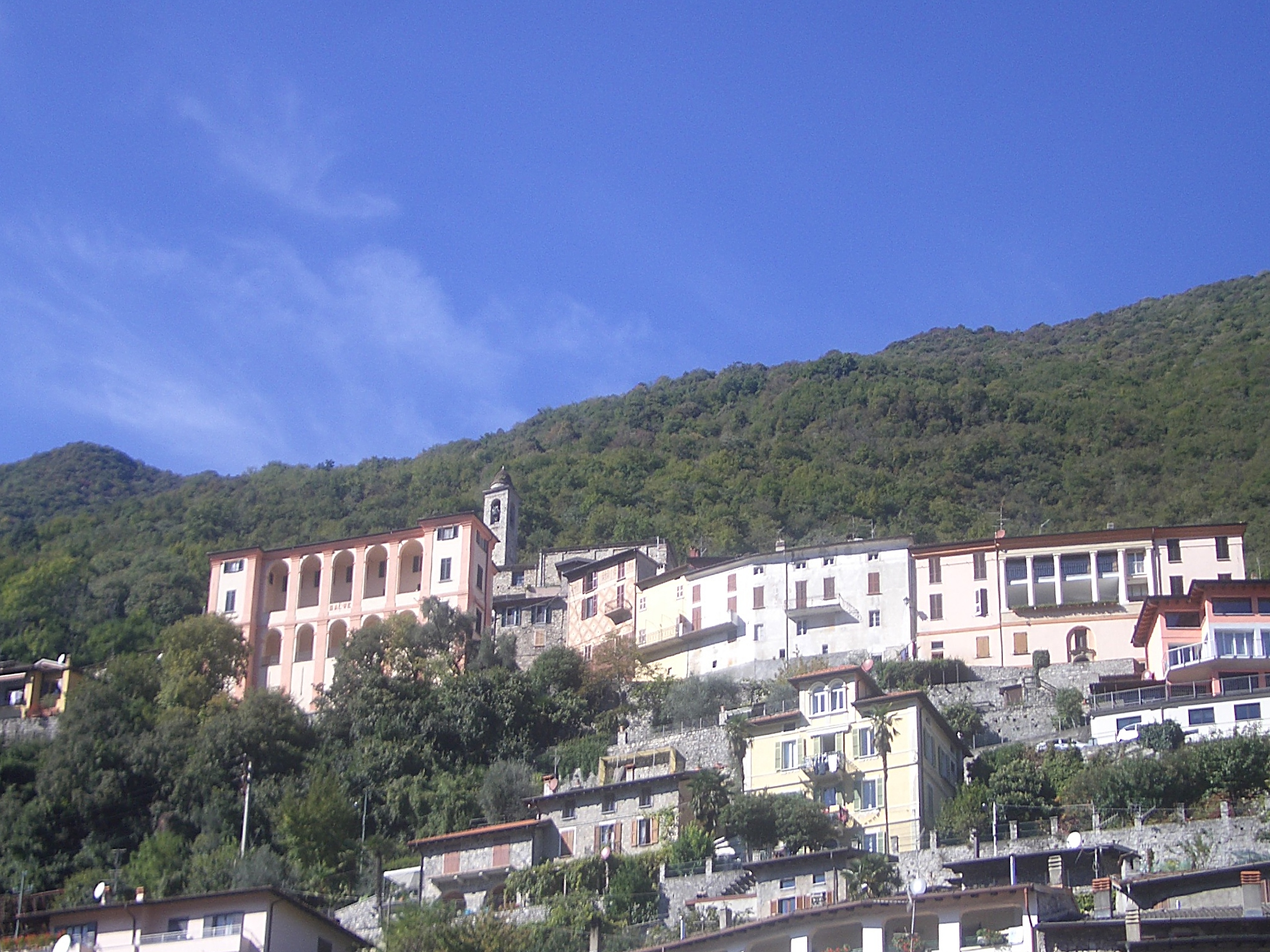
Albogasio: villa Salve (a sinistra) e villa delle colonne (a destra)

### Architetture ad Albogasio e Oria

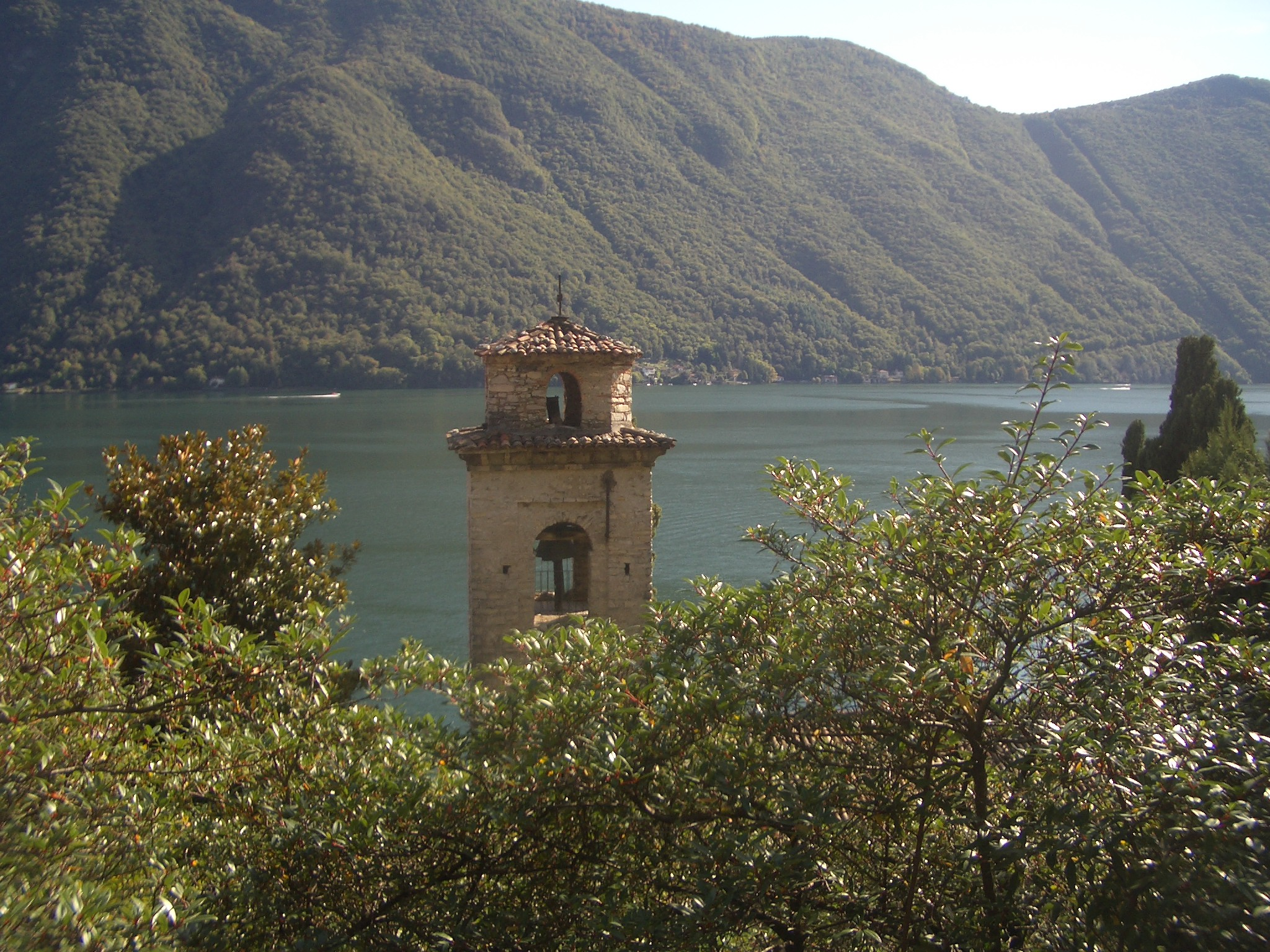
Il campanile della chiesa di San Sebastiano a Oria

#### Architetture religiose
- Chiesa di Sant'Ambrogio,[49] ad Albogasio Superiore. All'interno conserva affreschi sulla vita del santo titolare, realizzati da Giovan Battista Pozzi e Pietro Vignola alla fine del XVII secolo.[50]
- Chiesa di San Sebastiano, a Oria,[51] rimaneggiamento di una struttura romanica. Sul finire del XIX secolo fu restaurata da Carlo Barrera, autore della pala d'altare avente come soggetto Sant'Irene soccorre san Sebastiano. Allo stesso autore si deve il cenotafio per Annetta Barrera Pezzi, alla quale il figlio Carlo dedicò una poesia scritta in una pergamena inglobata nel monumento funebre.[52]
- Chiesa di Santa Maria Annunciata,[53] realizzata su uno sperone roccioso di Albogasio Inferiore a partire dal '500 e successivamente ristrutturata attorno al 1666 su progetto d'Isidoro Affaitati, il quale si ispirò alla chiesa dei Francescani Riformati da lui stesso progettata a Varsavia.[54] All'interno, conserva opere di Giovan Battista Pozzi.[54]

#### Architetture civili
- Villa Salve,[54] (1666) progettata da Isidoro Affaitati come dimora personale ispirandosi alla Villa Regia da lui stesso eseguita a Varsavia.[54]
- Villa delle colonne (XVI-XVII secolo)[55]
- Villa del Niscioreé,[56] realizzata a Oria in stile neogotico[57] e inserita all'interno di un parco[52]
- Nella frazione di Oria esiste la casa di vacanze dello scrittore - Villa Fogazzaro Roi[58] - bene curato dal FAI - Fondo Ambiente Italiano visitabile su richiesta.[59] Presso la villa, il poeta Antonio Fogazzaro scrisse e ambientò il romanzo Piccolo mondo antico. La villa è stata donata al Fai dal pronipote dello scrittore, il marchese Giuseppe Roi.

### Architetture a Santa Margherita
- Chiesa di Santa Margherita,[60] di origine medievale[61], situata sulla sponda opposta del lago rispetto ad Albogasio.

### Architetture a San Mamete

#### Architetture religiose
Chiesa dei Santi Mamete e Agapito

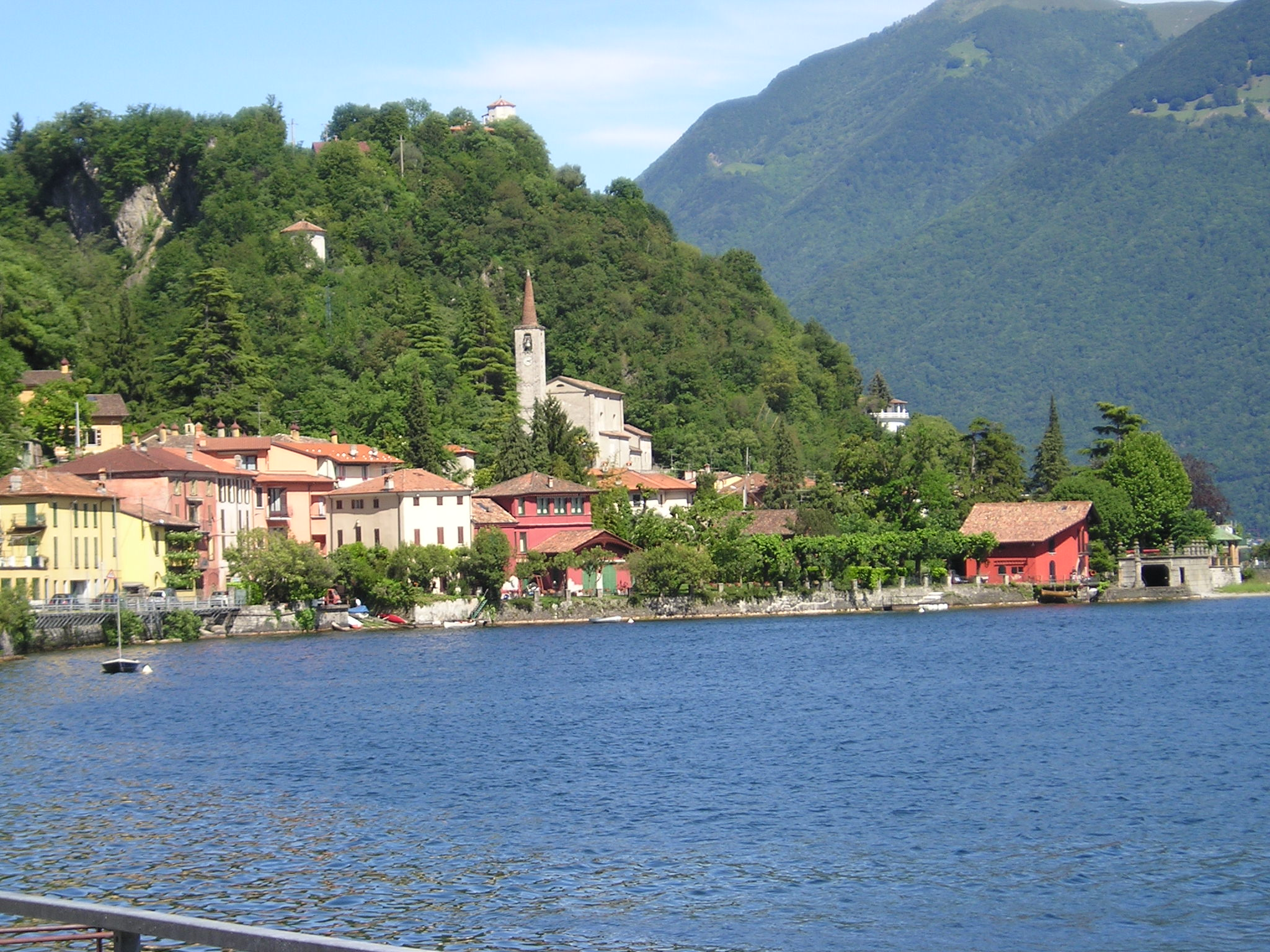
San Mamete con l'omonima chiesa

La chiesa dei Santi Mamete e Agapito si presenta con un massiccio campanile romanico (XI secolo), portale barocco e tracce del precedente edificio anch'esso romanico. La chiesa è attestata nella pieve di Porlezza già nel XIII secolo, entro cui è citata dapprima come "capella" (1398), poi come "rettoria", e infine come sede di una parrocchia propria (dal XIV secolo). Oggetto di ristrutturazioni tra i secoli XVII e XIX, dal 1640 ospitò la sede plebana della costituenda pieve di Valsolda. Nel 1841 fu elevata a sede prepositurale dal cardinale Carlo Gaetano Gaisruck. All'esterno, il sagrato ospita un ossario con resti di decorazioni, mentre l'ampio fianco con vista lago della chiesa è corredato grandi stemmi degli arcivescovi di Milano.
Internamente, la chiesa si presenta con una singola navata, nella quale s'innestano due cappelle per lato. Al termine della navata, le pareti laterali del presbiterio conservano due affreschi sulla vita di san Mamete (la cattura e la morte nella fornace), opere di Salvatore Pozzi. Un altro dipinto su san Mamete si trova alle spalle dell'altare maggiore e raffigura il santo in compagnia della Madonna col Bambino. Per quanto concerne le cappelle a sinistra, la prima è dedicata a san Pietro martire e a san Domenico, mentre la seconda all'angelo custode. Sul lato opposto, la prima ospita un altare alla Madonna, mentre la seconda una tela raffigurante lo Sposalizio della Vergine.
Oratorio di San Carlo
A San Mamete si trova anche l'oratorio di San Carlo, costruito negli anni 1610-1611 in posizione dominante su progetto attribuito a Domenico Pellegrini. All'interno, una pala d'altare raffigura Carlo Borromeo in meditazione. Anche questo oratorio fu eretto in onore della canonizzazione dell'arcivescovo.

#### Architetture civili
- Complesso dell'ex-casa prepositurale e del pretorio, di origine romanica, ristrutturato nel 1971.[31]
- Villa Lezzeni, che ospita gli affreschi di Carpoforo Tencalla raffiguranti la Fortezza e la Temperanza.
- Villa Claudia[67] (XVII-XVIII secolo), inserita in un parco comprensivo anche di una cappella privata.[68]

### Aree naturali
Il patrimonio boschivo e la ricchezza faunistica della Valsolda sono attestati dalla presenza della Riserva naturale Valsolda che occupa un territorio di 318 ettari; circa 228 ettari della sua superficie costituiscono una riserva naturale integrale, posta sotto vincoli molto restrittivi finalizzati ad azzerare gli interventi antropici ed a ripristinare gli antichi equilibri naturali. Gli altri 90 ettari costituiscono una riserva naturale orientata; essa ospita sentieri attrezzati ed aree di sosta che consentono ai turisti la effettuazione di escursioni naturalistiche.

## Società

### Evoluzione demografica

#### Demografia pre-unitaria
- 1771: 883 abitanti[69]

#### Demografia post-unitaria
Abitanti censiti

## Gemellaggi
- Montegalda

## Cultura
Valsolda è stato luogo di ambientazione delle opere di Antonio Fogazzaro (Piccolo mondo antico oltre ad una raccolta di poesie intitolata proprio Valsolda). Ad Oria si svolgono, in gran parte, le vicende del romanzo Piccolo Mondo Antico: qui si trovano l'orto di Franco, la darsena di Ombretta, la villa del Niscioree, il cimitero… Altre vicende del romanzo hanno luogo ad Albogasio (con Villa Salve che funge da dimora del Pasotti e della sciora Barborin), a San Mamete, a Puria, a Castello, fin su al Santuario della Caravina.
La Comunità montana Valli del Lario e del Ceresio ha fatto di questi luoghi un "parco letterario" con cartelli segnaletici che accompagnano il visitatore a riconoscere i diversi luoghi attraverso i passi del romanzo.
Il comune di Valsolda, assieme ai comuni di Porlezza e di Tremezzina ed assieme alla Comunità montana Valli del Lario e del Ceresio, promuove il "Premio Antonio Fogazzaro" con l'obiettivo di "valorizzare, attraverso un concorso letterario annuale dedicato all'arte del racconto, il patrimonio culturale e naturale delle Valli che, dalle sorgenti del fiume Ticino, passando per le sponde del lago di Lugano, scendono dolcemente fino alle rive occidentali del lago di Como".
Ha vissuto a Valsolda, più precisamente a San Mamete, anche la scrittrice Brunella Gasperini (Noi e loro, Una donna e altri animali), che ha ambientato a San Mamete gran parte dei suoi romanzi.
Di recente, cioè dal 2015, Valsolda è l'ambientazione di romanzi e racconti gialli dello scrittore Emiliano Bezzon, che da anni frequenta i borghi adagiati sulla sponda del lago di Lugano. Il suo ultimo romanzo ambientato qui, Il manoscritto scomparso di Siddharta, è stato ispirato da un acquarello realmente dipinto da Hermann Hesse dal sagrato della chiesa di Albogasio Inferiore e visibile nella casa del Nobel letterario a Montagnola. In precedenza aveva pubblicato Breva di morte, ambientato a Oria, nei pressi della Casa Fogazzaro Roi. Da ultimo, nel 2021, è uscito Legami di sangue ambientato nelle frazioni di Loggio e San Mamete.

### Arte

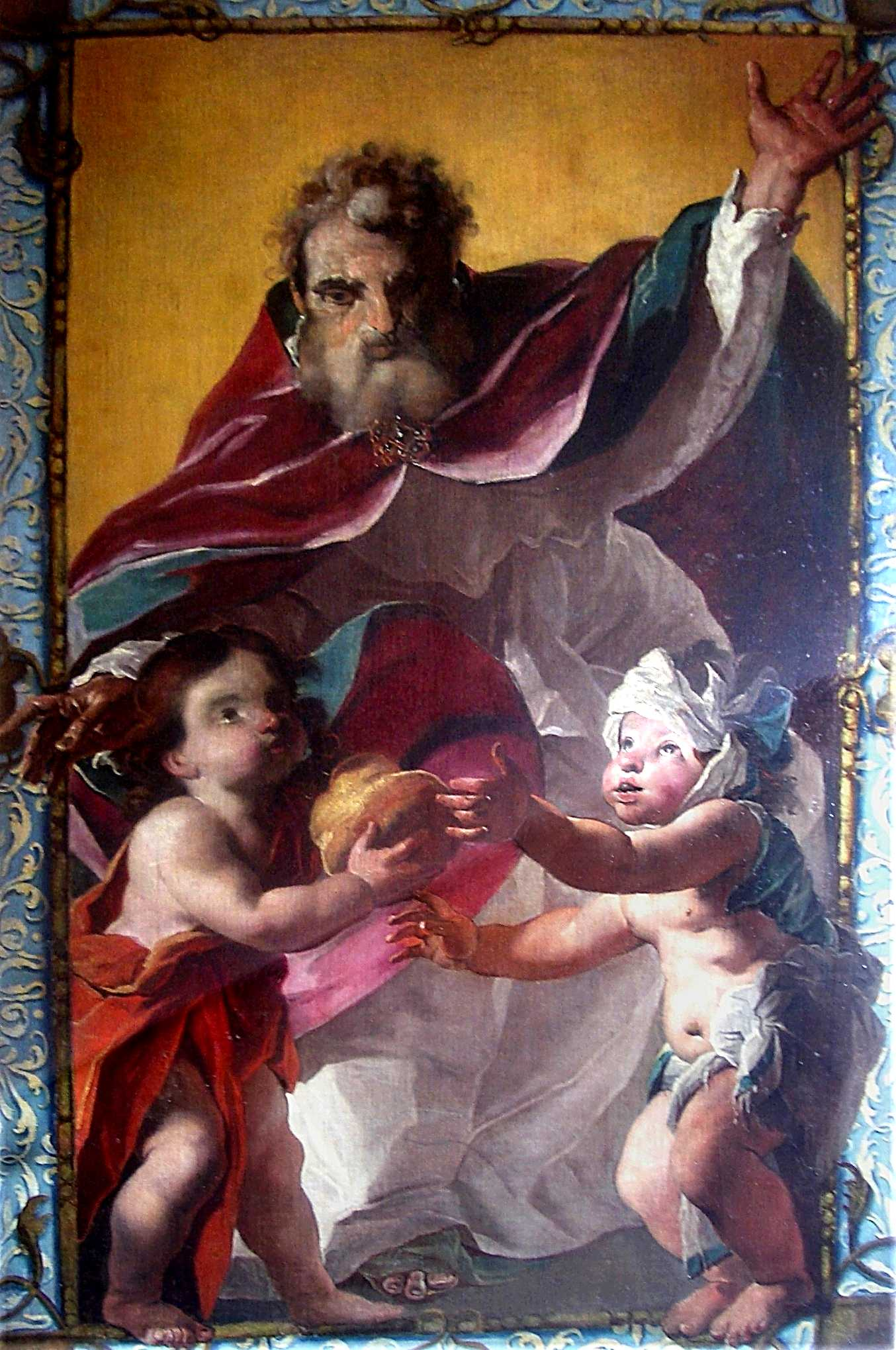
Dio Padre benedicente e due bambini che si scambiano un pane (allegoria dell'eucaristia), Museo "Casa Pagani", Castello Valsolda

La Valsolda (soprattutto nel Cinquecento e nel Seicento) diede i natali a numerosi artisti, architetti, pittori e scultori capaci di far valere la loro arte in molte parti d'Italia e d'Europa.
Pellegrino Tibaldi detto il Pellegrini (1527–1596) – che come architetto godette di grandissima stima presso Carlo Borromeo e come pittore fu chiamato in Spagna da Filippo II per decorare l'Escorial – nacque a Puria, e nel suo borgo, probabilmente, progettò l'ampliamento della chiesa dell'Assunta ispirandosi al progetto della chiesa di San Fedele che egli aveva realizzato a Milano.
Nella stessa chiesa, e in molte altre presenti nelle varie frazioni di Valsolda, si trovano affreschi di un'importante famiglia di pittori e scultori di quel periodo: i Pozzi (o Pozzo) di Puria, attivi non solo a Lugano ed in altri centri del Canton Ticino, ma che troviamo anche a Milano, in Piemonte ed altro ancora.
Va ricordata anche la famiglia dei Paracca, plasticatori e stuccatori che si affermarono in molte città italiane (tra essi quel Giacomo Paracca di Valsolda che realizzò al Sacro Monte di Varallo la "strangosciata" Cappella della Strage).
Tra il sorprendente numero di artisti nati in questo piccolo territorio, va menzionata anche un'altra famiglia di pittori: i Pagani. Tra essi ebbe fortuna soprattutto Paolo Pagani che, dopo molte peregrinazioni in mezza Europa, lasciò nella volta della chiesa di San Martino a Castello quella che è forse la sua opera più geniale. Un museo dedicato all'autore si trova nell'omonima casa situata a Castello.
Un altro personaggio che si conquistò fama lontano dalla sua terra, in Polonia, ma che ad essa rimane legato è Isidoro Affaitati, di Albogasio che fu architetto del re Giovanni II di Polonia; nel suo paese natale volle costruirsi (1666) una palazzina (oggi Villa Salve) che riproduce, in scala ridotta, il progetto con il quale aveva realizzato la Villa Regia a Varsavia. Nello stesso anno progettò anche la chiesa di Santa Maria Annunziata ad Albogasio, avendo in mente come modello la chiesa dei Francescani riformati di Varsavia.

## Geografia antropica
Secondo lo statuto comunale, il territorio comunale comprende le frazioni di Albogasio Inferiore, Albogasio Superiore, Castello, Cressogno, Dasio, Drano, Loggio, Oria, Puria, San Mamete e Santa Margherita (situata sulla sponda opposta del Lago di Lugano). Sede comunale è San Mamete. Secondo l'ISTAT, il territorio comunale comprende i centri abitati di Albogasio-Oria, Castello, Dasio, Puria e San Mamete, e il nucleo abitato di Santa Margherita.
Molte frazioni hanno mantenuto le tipiche caratteristiche dei borghi medievali, con le abitazioni poste lungo strette viuzze gradinate, modeste case in pietra addossate tra loro, sostituite solo in parte da alcuni edifici signorili edificati nei secoli di maggior benessere della zona, il XVII ed il XVIII secolo. Castello è il borgo che più ha mantenuto l'aspetto medievale: esso è arroccato su uno sperone di roccia, un tempo dominato da un castello (demolito nel XVI secolo) e racchiuso da mura di fortificazione; si possono ancora riconoscere i resti delle antiche porte.

## Galleria d'immagini

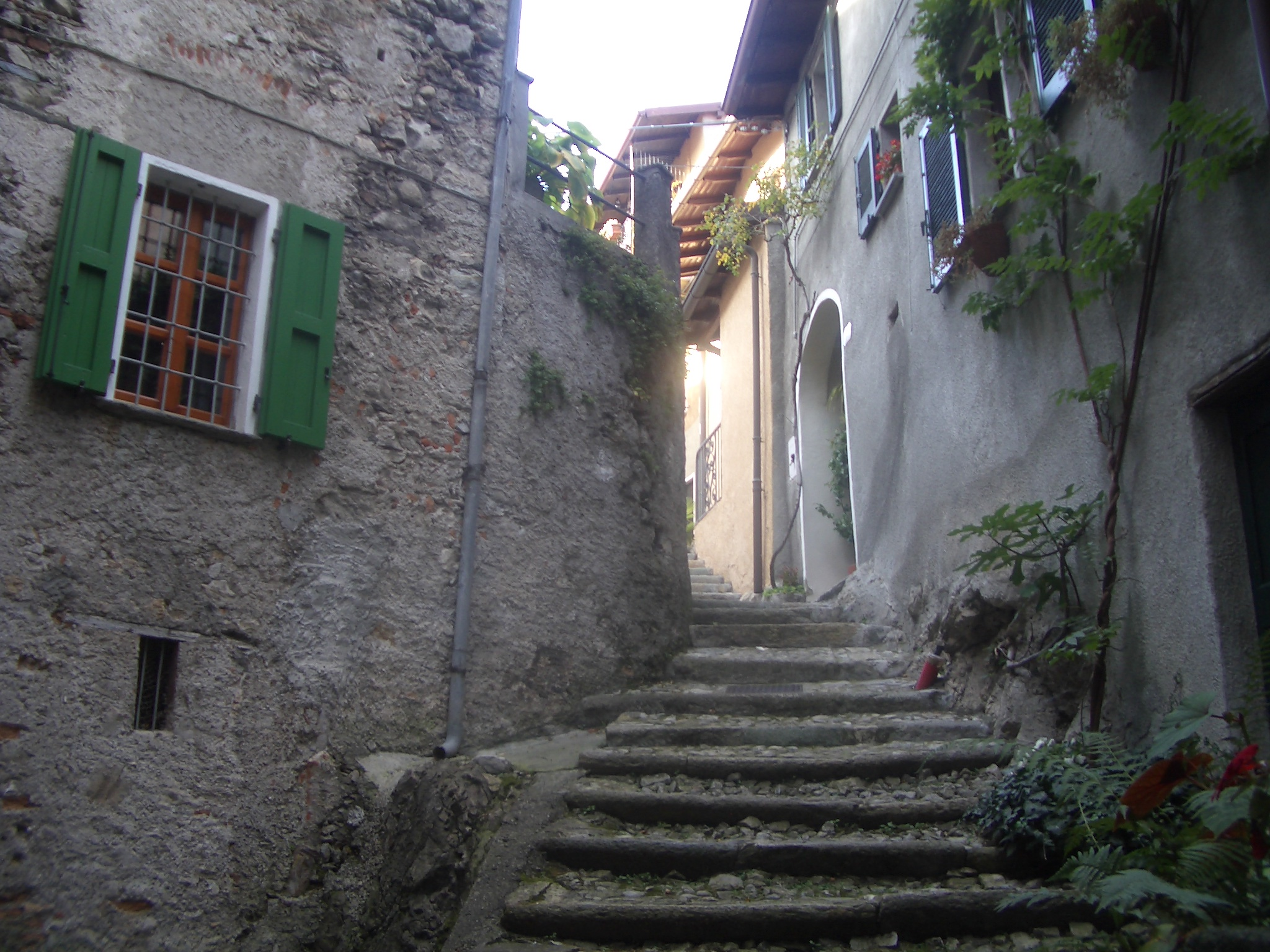
Castello, una via del borgo
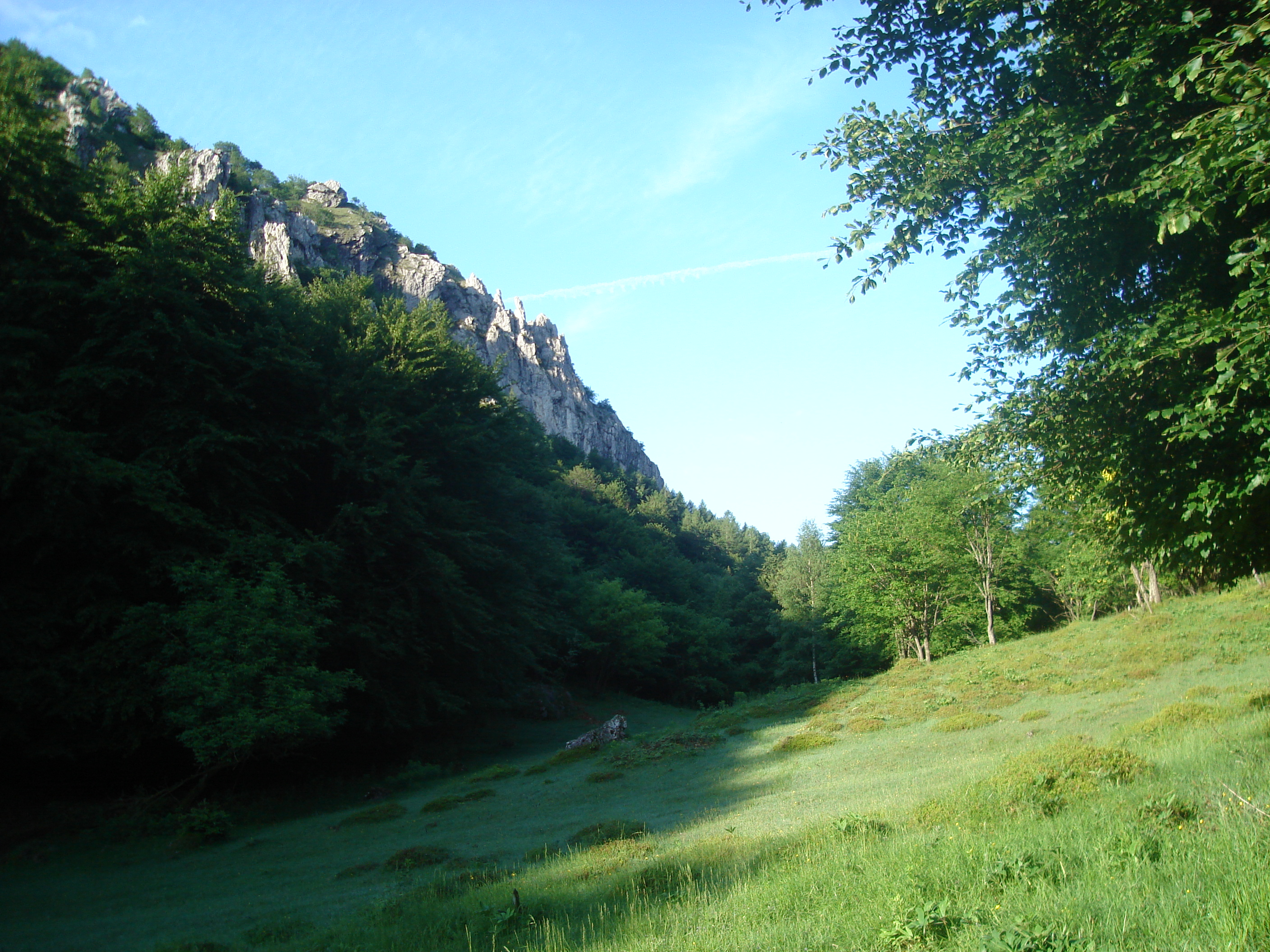
Veduta della Riserva naturale
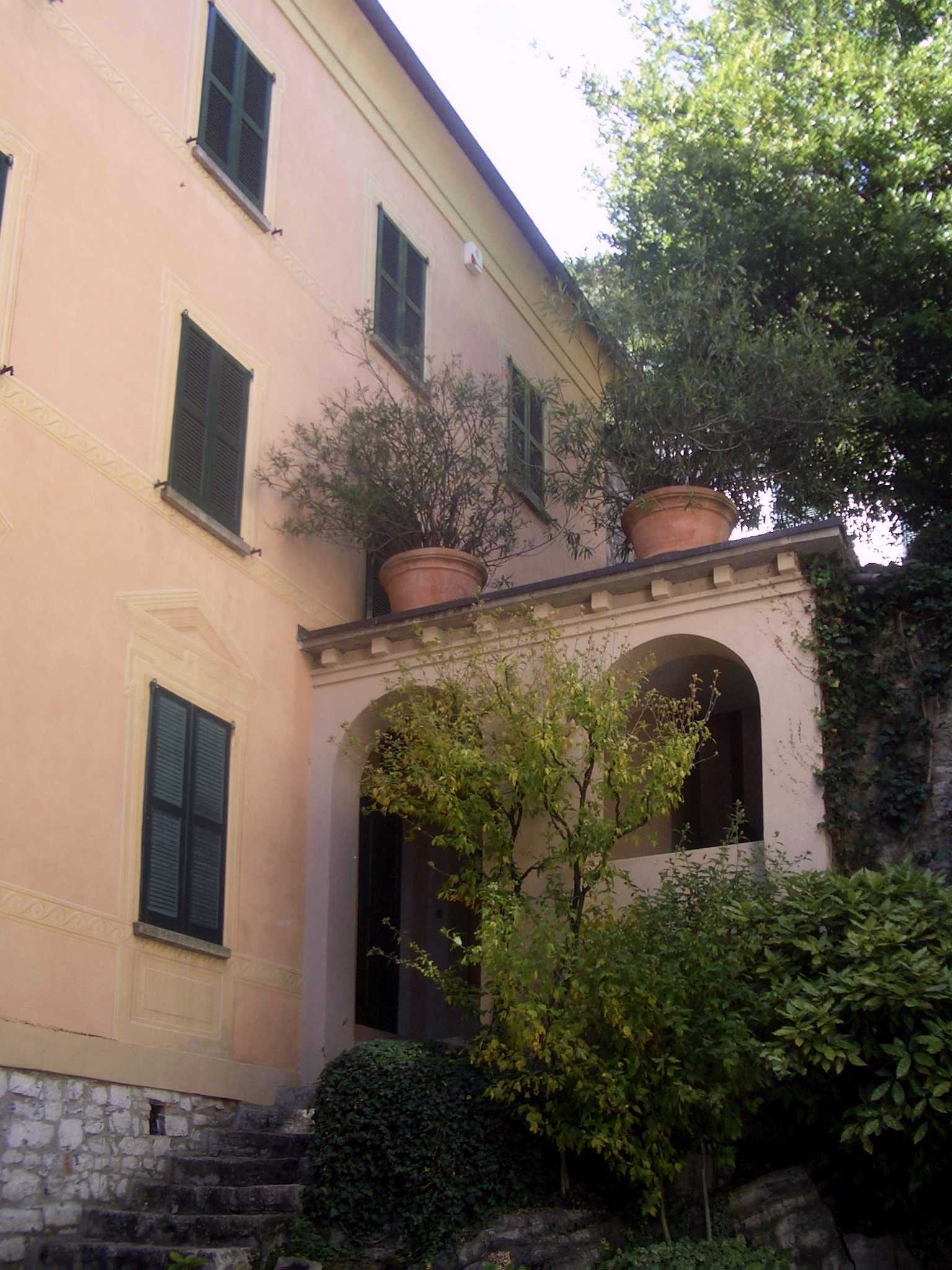
Villa Fogazzaro Roi
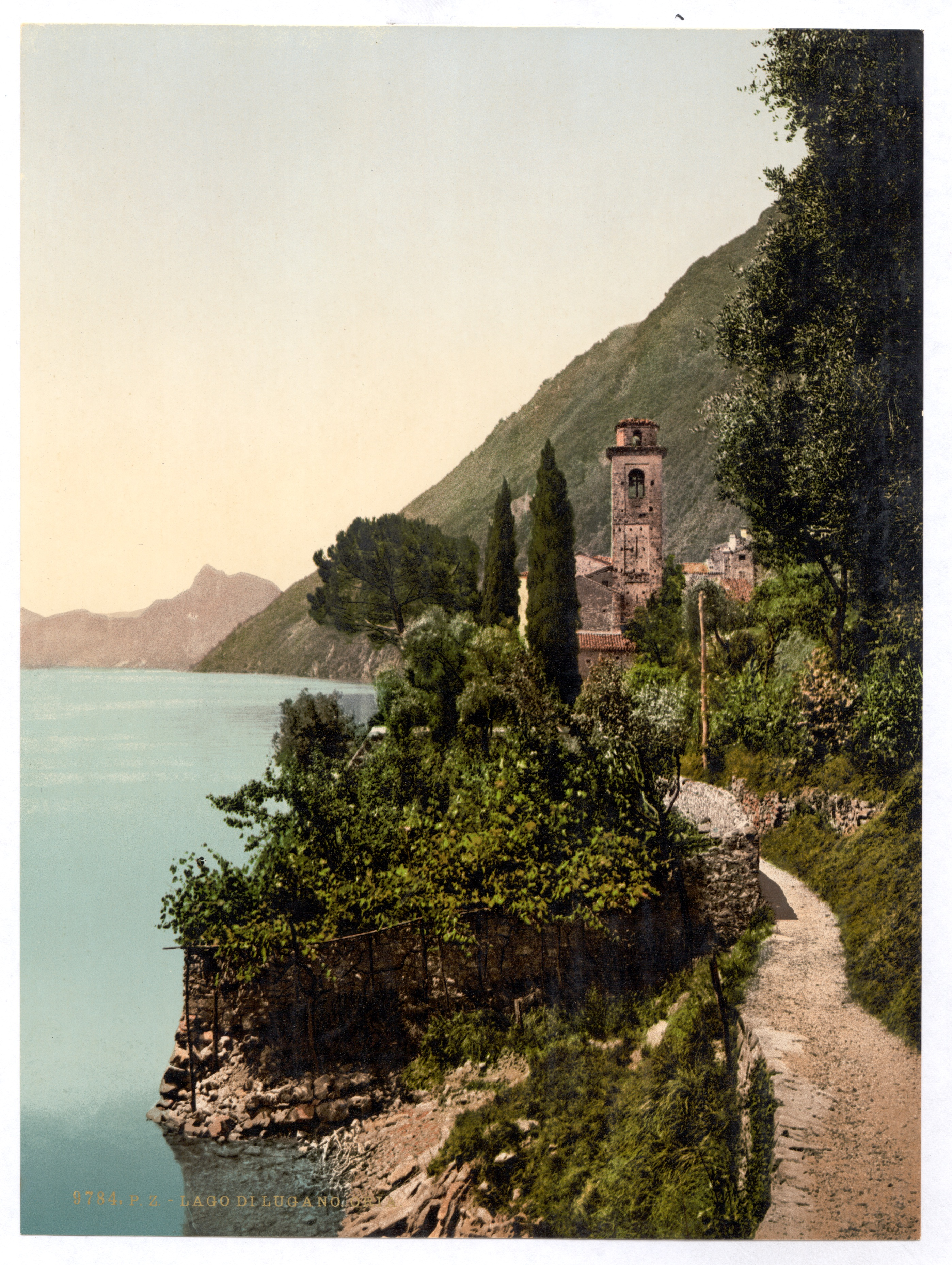
Il campanile della chiesa di Oria
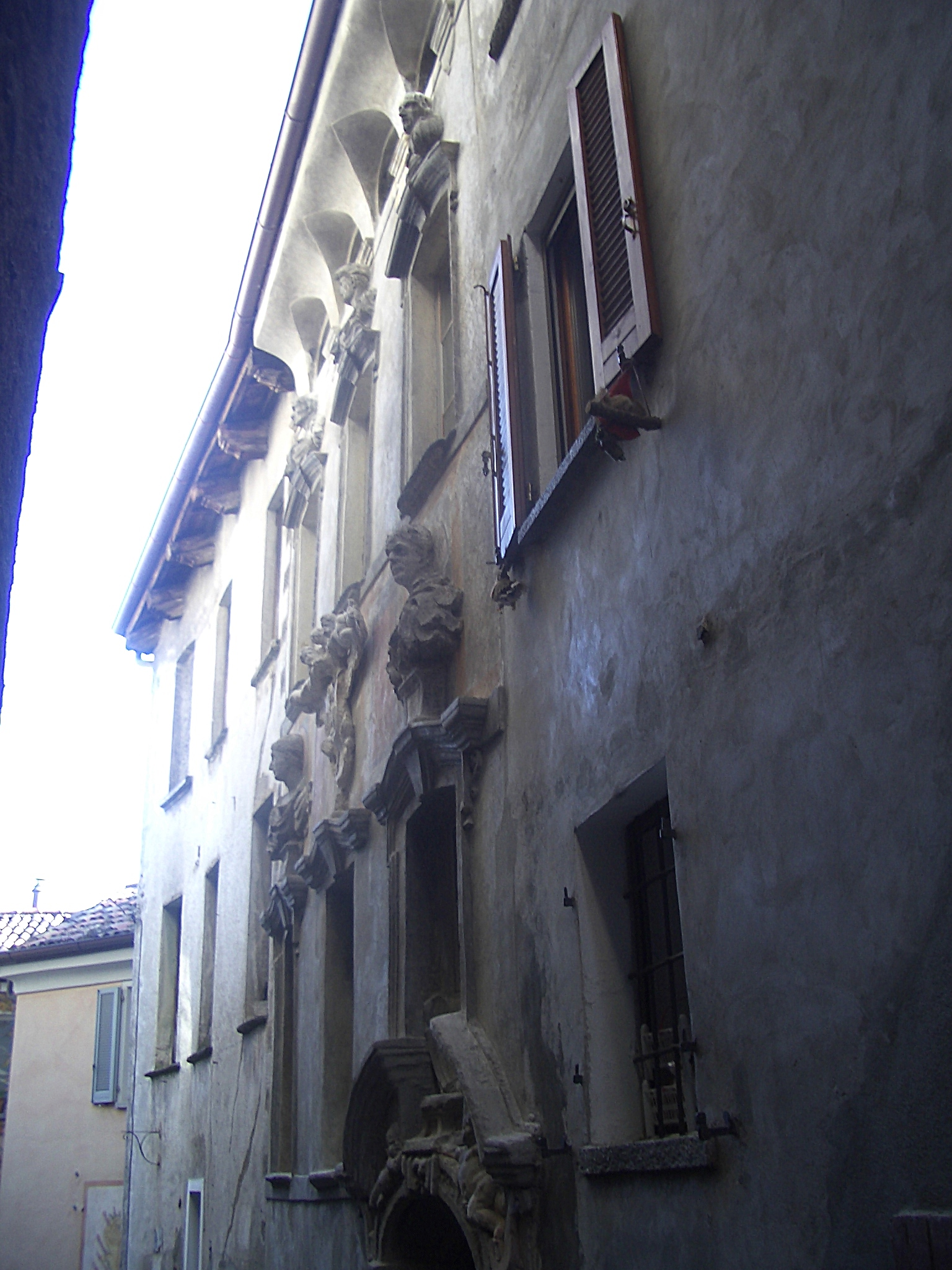
Museo Casa Pagani a Castello

### Annotazioni
1. ↑  Per il dialetto comasco, si utilizza l'ortografia ticinese, introdotta a partire dal 1969 dall'associazione culturale Famiglia Comasca nei vocabolari, nei documenti e nella produzione letteraria.

### Fonti
1. 1 2   Bilancio demografico mensile anno 2025 (dati provvisori), su demo.istat.it, ISTAT.
2. ↑   Classificazione sismica (XLS), su rischi.protezionecivile.gov.it.
3. ↑   Tabella dei gradi/giorno dei Comuni italiani raggruppati per Regione e Provincia (PDF), in Legge 26 agosto 1993, n. 412, allegato A, Agenzia nazionale per le nuove tecnologie, l'energia e lo sviluppo economico sostenibile, 1º marzo 2011,  p. 151. URL consultato il 25 aprile 2012 (archiviato dall'url originale il 1º gennaio 2017).
4. 1 2   Il territorio, su prolocovalsolda.info. URL consultato il 21 maggio 2020 (archiviato dall'url originale l'8 settembre 2019).
5. 1 2 3 4 5 6 7 8 9 10 11   Valsolda, sec. XII - 1786, su Istituzioni storiche – Lombardia Beni Culturali. URL consultato il 20 maggio 2020.
6. 1 2 3 4 5 6  Borghese, p. 438.
7. ↑  TCI, p. 325.
8. ↑   Comune di Albogasio con Oria, sec. XIV - 1757, su Istituzioni storiche – Lombardia Beni Culturali. URL consultato il 20 maggio 2020.
9. ↑   Comune di Cressogno, sec. XIV - 1757, su Istituzioni storiche – Lombardia Beni Culturali. URL consultato il 20 maggio 2020.
10. ↑   Comune di Dasio, sec. XIV - 1757, su Istituzioni storiche – Lombardia Beni Culturali. URL consultato il 20 maggio 2020.
11. ↑   Comune di Drano con Loggio, sec. XIV - 1757, su Istituzioni storiche – Lombardia Beni Culturali. URL consultato il 20 maggio 2020.
12. ↑   Comune di Puria, sec. XIV - 1757, su Istituzioni storiche – Lombardia Beni Culturali. URL consultato il 20 maggio 2020.
13. ↑   Comune di Castello, sec. XIV - 1757, su Istituzioni storiche – Lombardia Beni Culturali. URL consultato il 20 maggio 2020.
14. ↑   Cantù, Storia della città e della diocesi di Como,  p. 226. URL consultato il 4 maggio 2022.
15. ↑   Valsolda, 1786 - 1797, su Istituzioni storiche – Lombardia Beni Culturali. URL consultato il 20 maggio 2020.
16. 1 2 3   Comune di Valsolda, 1927 - [1971], su Istituzioni storiche – Lombardia Beni Culturali. URL consultato il 20 maggio 2020.
17. 1 2   Valsolda (Como) D.P.R. 01.10.2020 concessione di stemma, gonfalone e bandiera, su presidenza.governo.it. URL consultato il 31 luglio 2022.
18. ↑   Valsolda, su Stemmi dei Comuni della Provincia di Como. URL consultato il 6 aprile 2024.
19. ↑   Le Chiese, su prolocovalsolda.info. URL consultato il 21 maggio 2020 (archiviato dall'url originale l'11 settembre 2019).
20. ↑   Chiesa di S. Nicolao - complesso, Vicolo San Nicolao - Valsolda (CO), su Architetture – Lombardia Beni Culturali. URL consultato il 13 aprile 2020.
21. ↑   Parrocchia di San Nicolao, 1683 - [1989], su Istituzioni storiche – Lombardia Beni Culturali. URL consultato il 20 maggio 2020.
22. ↑   Santuario della Caravina - complesso, Via al Santuario - Valsolda (CO), su Architetture – Lombardia Beni Culturali. URL consultato il 13 aprile 2020.
23. ↑   Madonna della Caravina, il bel santuario della Valsolda, su chiesadimilano.it. URL consultato il 13 maggio 2021.
24. ↑   Oratorio di S. Carlo, Via al Santuario - Valsolda (CO), su Architetture – Lombardia Beni Culturali. URL consultato il 13 aprile 2020.
25. ↑   Villa Prina - complesso, Via al lago, 4 - Valsolda (CO), su Architetture – Lombardia Beni Culturali. URL consultato il 13 aprile 2020.
26. ↑   Cressogno, su prolocovalsolda.info. URL consultato il 21 maggio 2020 (archiviato dall'url originale il 1º dicembre 2020).
27. ↑   Casa Parrocchiale (ex), Via al Santuario, 6,8 - Valsolda (CO), su Architetture – Lombardia Beni Culturali. URL consultato il 13 aprile 2020.
28. ↑   Chiesa di S. Bartolomeo - complesso, Via Terica - Valsolda (CO), su Architetture – Lombardia Beni Culturali. URL consultato il 13 aprile 2020.
29. 1 2 3 4 5 6 7 8   Chiesa di S.Bartolomeo, su prolocovalsolda.info. URL consultato il 21 maggio 2020 (archiviato dall'url originale il 1º dicembre 2020).
30. ↑   Parrocchia di San Bartolomeo, 1647 - [1989], su Istituzioni storiche – Lombardia Beni Culturali. URL consultato il 20 maggio 2020.
31. 1 2 3 4 5  TCI, p. 326.
32. ↑   Chiesa dei SS. Innocenti - complesso, Piazza San Simone - Valsolda (CO), su Architetture – Lombardia Beni Culturali. URL consultato il 13 aprile 2020.
33. ↑   Chiesa SS. Innocenti, su prolocovalsolda.info. URL consultato il 21 maggio 2020 (archiviato dall'url originale il 1º dicembre 2020).
34. ↑   Chiesa di S. Carlo, Via dei Dossi - Valsolda (CO), su Architetture – Lombardia Beni Culturali. URL consultato il 13 aprile 2020.
35. ↑   Drano, su prolocovalsolda.info. URL consultato il 21 maggio 2020 (archiviato dall'url originale il 1º dicembre 2020).
36. ↑   Chiesa di S. Maria - complesso, Corso del Tempio - Valsolda (CO), su Architetture – Lombardia Beni Culturali. URL consultato il 13 aprile 2020.
37. ↑   Chiesa della Madonna Assunta, su prolocovalsolda.info. URL consultato il 21 maggio 2020 (archiviato dall'url originale il 1º dicembre 2020).
38. ↑   Chiesa di S. Pietro, Via Salomone - Valsolda (CO), su Architetture – Lombardia Beni Culturali. URL consultato il 13 aprile 2020.
39. ↑   Casa del Pellegrini, Via Pellegrino Pellegrini, 7 - Valsolda (CO), su Architetture – Lombardia Beni Culturali. URL consultato il 13 aprile 2020.
40. ↑   Casa in Via dei Pagani 8, Via dei Pagani, 8 - Valsolda (CO), su Architetture – Lombardia Beni Culturali. URL consultato il 13 aprile 2020.
41. 1 2   Chiesa di S. Bernardino, su prolocovalsolda.info. URL consultato il 21 maggio 2020 (archiviato dall'url originale il 1º dicembre 2020).
42. 1 2 3 4 5   Chiesa di S. Bernardino - complesso, Via Martiri della Libertà - Valsolda (CO), su Architetture – Lombardia Beni Culturali. URL consultato il 13 aprile 2020.
43. ↑   Dasio, su prolocovalsolda.info. URL consultato il 21 maggio 2020 (archiviato dall'url originale il 1º dicembre 2020).
44. ↑   Chiesa di S. Martino - complesso, Via San Martino - Valsolda (CO), su Architetture – Lombardia Beni Culturali. URL consultato il 13 aprile 2020.
45. ↑   Scuole Primarie di Valsolda e Porlezza, Rocche e Cappelle medioevali (PDF). URL consultato il 3 novembre 2023 (archiviato dall'url originale l'8 novembre 2022).
46. ↑   Museo Casa Pagani, Castello Valsolda.
47. ↑   Casa Via Cesare Jamucci 10, Via Cesare Jamucci, 10 - Valsolda (CO), su Architetture – Lombardia Beni Culturali. URL consultato il 13 aprile 2020.
48. ↑   Casa Via Cesare Jamucci 16, Via Cesare Jamucci, 16 - Valsolda (CO), su Architetture – Lombardia Beni Culturali. URL consultato il 13 aprile 2020.
49. ↑   Chiesa di S. Ambrogio - complesso, Via Monte Boglia - Valsolda (CO), su Architetture – Lombardia Beni Culturali. URL consultato il 13 aprile 2020.
50. ↑   Chiesa di Sant'Ambrogio, su prolocovalsolda.info. URL consultato il 21 maggio 2020 (archiviato dall'url originale il 18 febbraio 2013).
51. ↑   Chiesa di S. Sebastiano - complesso, Largo Antonio Fogazzaro - Valsolda (CO), su Architetture – Lombardia Beni Culturali. URL consultato il 13 aprile 2020.
52. 1 2   Gabriella Morini, Oria, a cura di Biblioteca Comunale "Antonio Fogazzaro", Valsolda.
53. ↑   Chiesa dell'Annunciazione - complesso, Via alla Chiesa - Valsolda (CO), su Architetture – Lombardia Beni Culturali. URL consultato il 13 aprile 2020.
54. 1 2 3 4   Chiesa dell'Annunciata, su prolocovalsolda.info. URL consultato il 21 maggio 2020 (archiviato dall'url originale il 5 marzo 2016).
55. ↑   Albogasio inferiore, su prolocovalsolda.info. URL consultato il 21 maggio 2020 (archiviato dall'url originale il 4 marzo 2016).
56. ↑   Villa del Niscioreé, su prolocovalsolda.info. URL consultato il 21 maggio 2020 (archiviato dall'url originale il 1º dicembre 2020).
57. ↑   Oria, su prolocovalsolda.info. URL consultato il 21 maggio 2020 (archiviato dall'url originale il 1º dicembre 2020).
58. ↑   Casa del Fogazzaro - complesso, Via Antonio Fogazzaro 14 - Valsolda (CO), su Architetture – Lombardia Beni Culturali. URL consultato il 13 aprile 2020.
59. ↑  Vedi: Pagina su Fondoambiente.it Archiviato il 18 giugno 2012 in Internet Archive.
60. ↑   Chiesa di S. Margherita - complesso, Valsolda (CO), su Architetture – Lombardia Beni Culturali. URL consultato il 13 aprile 2020.
61. 1 2  Belloni et al., p. 139.
62. 1 2 3 4 5 6   Chiesa di S. Mamete e Agapito, su prolocovalsolda.info. URL consultato il 21 maggio 2020 (archiviato dall'url originale il 1º dicembre 2020).
63. 1 2 3   Parrocchia dei Santi Mamete e Agapito, sec. XIV - [1989], su Istituzioni storiche – Lombardia Beni Culturali. URL consultato il 20 maggio 2020.
64. ↑   Chiesa di S. Mamete - complesso, Via Prepositurale - Valsolda (CO), su Architetture – Lombardia Beni Culturali. URL consultato il 13 aprile 2020.
65. ↑   Oratorio di S. Carlo, Via Prepositurale - Valsolda (CO), su Architetture – Lombardia Beni Culturali. URL consultato il 13 aprile 2020.
66. 1 2   Oratorio di San Carlo in San Mamete, su prolocovalsolda.info. URL consultato il 21 maggio 2020 (archiviato dall'url originale il 1º dicembre 2020).
67. ↑   Villa Claudia - complesso, Via Statale, 78 - Valsolda (CO), su Architetture – Lombardia Beni Culturali. URL consultato il 13 aprile 2020.
68. ↑   San Mamete, su prolocovalsolda.info. URL consultato il 21 maggio 2020 (archiviato dall'url originale il 1º dicembre 2020).
69. ↑   Comune di Albogasio con Oria, 1757 - 1797, su Istituzioni storiche – Lombardia Beni Culturali. URL consultato il 20 maggio 2020.
70. ↑  Dati tratti da:
  -  Popolazione residente dei comuni. Censimenti dal 1861 al 1991 (PDF), su ebiblio.istat.it, ISTAT.
  -  Popolazione residente per territorio - serie storica, su esploradati.censimentopopolazione.istat.it.
Nota bene: il dato del 2021 si riferisce al dato del censimento permanente al 31 dicembre di quell'anno.
71. ↑   San Carlo Borromeo, in Dizionario storico della Svizzera.
72. ↑   Lugano, in Dizionario storico della Svizzera.
73. ↑  Art. 4 comma 1 dello statuto comunale
74. ↑   ISTAT - Dettaglio località abitate, su dawinci.istat.it. URL consultato il 5 settembre 2012 (archiviato dall'url originale il 12 giugno 2018).